# Уљни песак
Уљни песак или пешчани катран је мешавина песка, глине, воде, нафте и осталих различитих угљоводоника, из којих се индустријским путем може добити сирова нафта. Најважнија налазишта су у Канади и Венецуели.
Уљни песак се за сада углавно експлоатише површинским копом, док дубљи слојеви постају све атрактивнији. Због раста цена нафте и технолошког напретка, производња постаје све рентабилнија. Влада Канаде нпр. подстиче добијање нафте из нафтног песка и ово види као важан стратешки фактор за будућност националне економије.

## Састав
Уљни песак је хидрофилан, што значи да се између честица песка и угљоводоничне љуске налази веома фини слој воде. Садржај угљоводоника у песку је од 1-18%. Добијање нафте из уљног песка са садржајем угљоводоника мањим од 6% је технички могуће али тренутно (стање 2007. године) нерентабилно. У просеку се од 2 тоне нафтног песка добије један барел (159 литара) сирове нафте.

## Спољашњи извори
- Kina kupuje naftonosni pesak u Kanadi, Blic Online
- Alberta Department of Energy (Englisch)
- UK secretly helping Canada push its oil sands project